# ند بارکاس
ند بارکاس (انگلیسی: Ned Barkas; ۲۱ نوامبر ۱۹۰۱ – ۲۴ آوریل ۱۹۶۲) بازیکن فوتبال اهل بریتانیا بود.
از باشگاه‌هایی که در آن بازی کرده‌است می‌توان به باشگاه فوتبال هادرزفیلد تاون، باشگاه فوتبال چلسی، باشگاه فوتبال نوریچ سیتی، و باشگاه فوتبال بیرمنگام سیتی اشاره کرد.